# مثل یک دختر بجنگ (آلبوم امیلی آوتم)
| بررسی انتقادی | بررسی انتقادی |
| منبع          | رتبه‌بندی      |
| ------------- | ------------- |
| متال بلست     | [ ۱ ]         |
| اسپای راک     | ۹             |

مثل یک دختر بجنگ (به انگلیسی: Fight Like a Girl) سومین آلبوم استودیویی از امیلی آوتم می‌باشد. این یک آلبوم مفهومی بر پایهٔ رمان آوتم به‌نام تیمارستان دختران سرکش ویکتوریایی می‌باشد. وی از این آلبوم به‌عنوان پیش‌پردهٔ موسیقایی کامل در دست تهیهٔ خود نام برده‌است.